# Sviadnov
Sviadnov är en ort i Tjeckien. Den ligger i den östra delen av landet, 280 km öster om huvudstaden Prag. Sviadnov ligger 277 meter över havet och antalet invånare är 1 352.
Terrängen runt Sviadnov är platt åt nordost, men åt sydväst är den kuperad.Runt Sviadnov är det tätbefolkat, med 493 invånare per kvadratkilometer. Närmaste större samhälle är Ostrava, 16,5 km norr om Sviadnov. Runt Sviadnov är det i huvudsak tätbebyggt.